# Kurioskerk
De Kurioskerk is een kerkgebouw in Leeuwarden in de Nederlandse provincie Friesland.
De kerk is in 1964 gebouwd naar ontwerp van architect Jo Vegter. Bij de oostgevel staat een klokkentoren. Het orgel uit 1973 is gemaakt door Bakker & Timmenga. In de kerk hangt aan de wand een houten sculptuur van de Friese kunstenaar Jan Murk de Vries. De kerk staat aan de Julianalaan in de zuidwesthoek van het Julianapark.
De kerk wordt gebruikt door Wijkgemeente Huizum-West, een PKN-gemeente.